# 대진초등학교 명파분교
대진초등학교 명파분교는 대한민국 강원특별자치도 고성군에 있는 공립 초등학교이다.

## 학교 연혁
- 1959.04.25 대진국민학교 명파분교장 개교
- 1963.11.22 명파국민학교로 승격
- 1996.03.01 명파초등학교로 교명 개칭
- 2004.04.01 학사 개축 준공
- 2004.11.26 급식소 개축 준공
- 2019.01.08 제53회 졸업식(졸업생수 총 685명)
- 2018.03.01 제29대 조명순 교장 선생님 부임
- 2019.03.01 대진초등학교 명파분교로 개편
- 2025.03.01 폐교 및 대진초등학교 통합[1], 66년만에 폐교